# Robert Joseph Pothier
Robert Joseph Pothier (Orléans, 9 gennaio 1699 – Orléans, 2 marzo 1772) è stato un giurista francese.

## Biografia

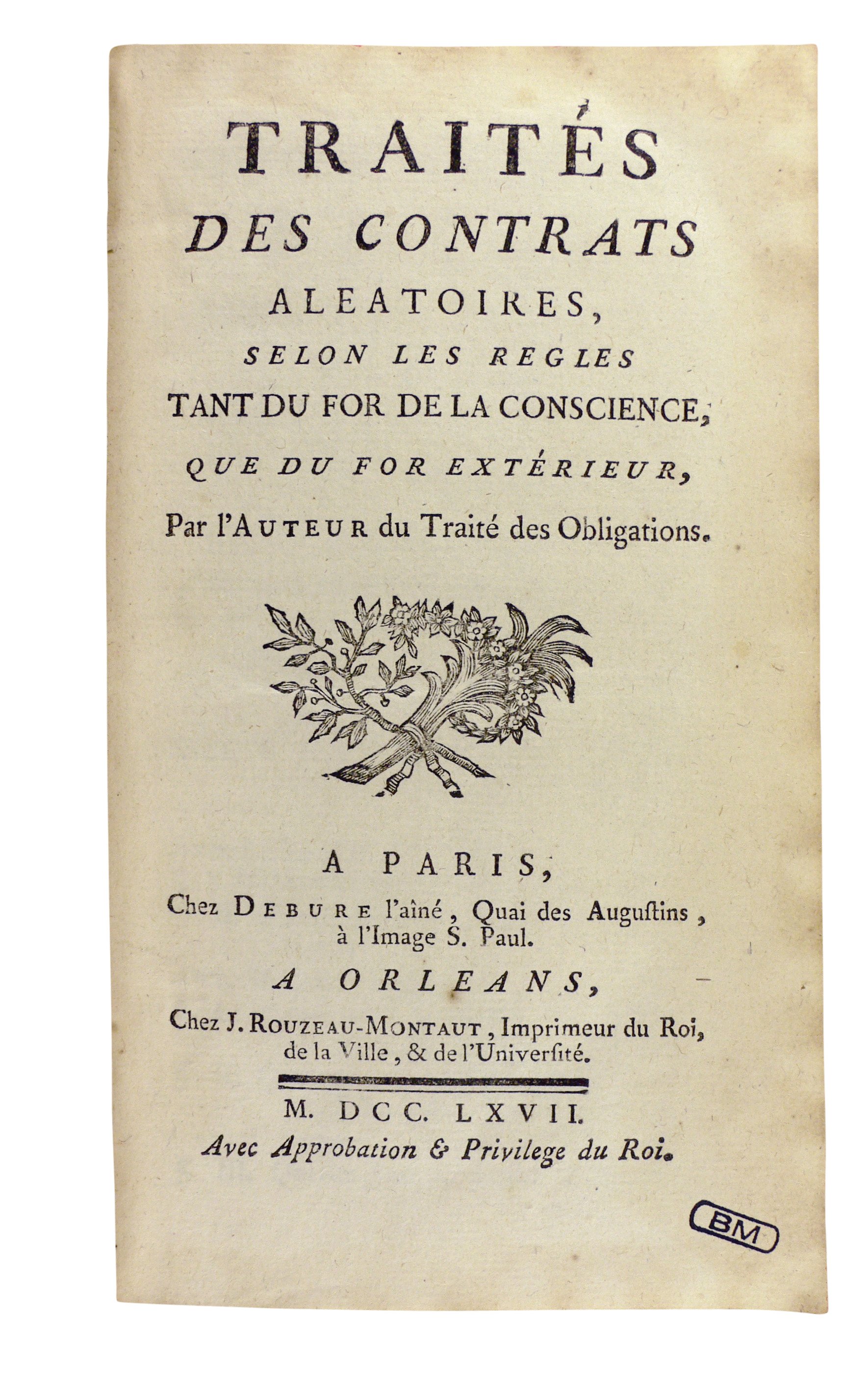
Traités des contrats aléatoires, 1767 (Fondazione Mansutti, Milano).

Dopo gli studi di legge, nel 1720 fu nominato magistrato del tribunale di Orléans, come suo padre e suo nonno. Mantenne l'incarico per mezzo secolo, dedicando particolare attenzione ai testi di Giustiniano, con l'ambizione di coordinare e presentare in ordine logico le massime del diritto romano. Il suo testo Pandectae Justinianae in novum ordinem digestae (pubblicato tra il 1748 e il 1752) è ritenuto un classico degli studi di diritto romano. Nel 1749 ottenne la cattedra di diritto dell'Università di Orléans. Nel suo Traité des obligations, che contiene a sua volta il Traité du contrat d'assurance, il Traitè du contrat de change e il Traité des contrats aléatoires, sviluppò una teoria del diritto civile fondato sul diritto morale. Basandosi sulla morale cristiana, si dichiarò nettamente contrario alle modalità di interrogatorio dell'epoca, che consistevano in torture di intensità gradualmente crescente. L'intera sua produzione scientifica - nota anche come Trattato di Pothier - è ancora oggi di estremo interesse per il giurista moderno, in quanto essa fu adoperata in modo massiccio dalla commissione cui Napoleone affidò il compito di redigere il nuovo Code civil
Pothier è considerato tra i fondatori del moderno giurismo francese.

## Opere

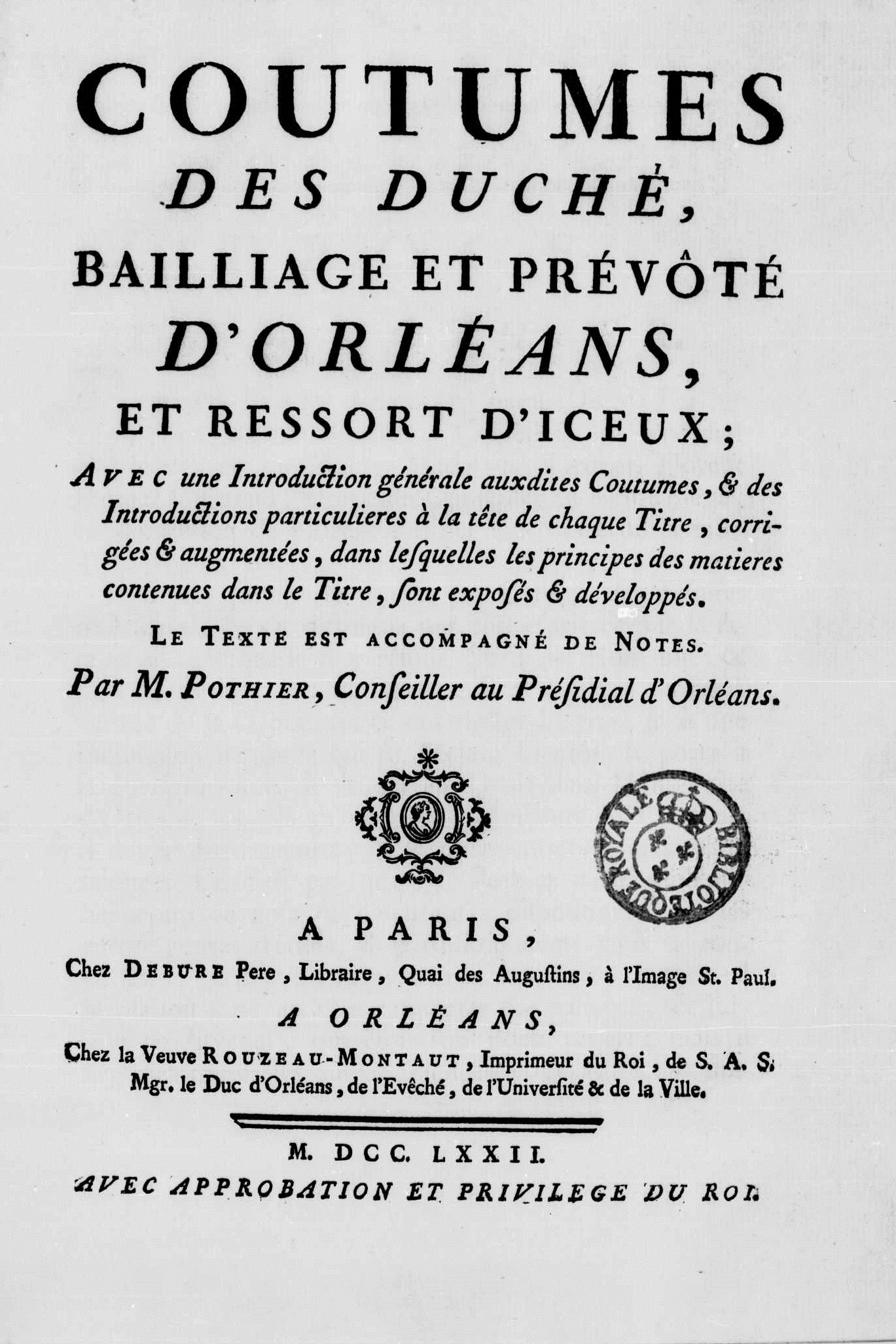
Coutumes des duchè, bailliage et prévôté d'Orléans, et ressort d'iceux, 1772

- Coutume d'Orléans, Orléans, 1740; 1760.
  - (FR) Coutumes des duchè, bailliage et prévôté d'Orléans, et ressort d'iceux, Paris, Jean Debure, 1772.
- Pandectæ Justinianeæ in novum ordinem digestæ (Pandectes de Justinien), Paris, 1748-52, 3 volumi.
- Traité des obligations, Orléans, 1761; 1764; 2 voll., 1768[1].
- Traité du contrat de vente, selon les règles tant du for de la conscience que du for extérieur, Paris et Orléans, 1762; 3 tomi in 2 voll., 1772[1].
- Traité des Retraits, pour servir d'Appendice au Traité du Contrat de Vente, 1762.
- Traité du contrat de louage et Traité des cheptels selon les règles, tant du for de la conscience que du for extérieur, Paris : Debure l’aîné, 1764, 1766 e 1778, in-12, XVI-488 p. ; Paris : chez les Frères Debure, et Orléans : chez la Ve Rouzeau-Montaut, 1765, in-12, IV-116 p.; 1769, 2 vol. in-12; 1774, in-12, IV-116 p. (per il solo Traité des Cheptels) ; Paris : Letellier, 1806, in-8°, XVI-427 p. ; édition mise en rapport avec les lois nouvelles et augmentée d’additions tirées du Code civil, Paris : Tardieu-Denesle, 1820, XII-448 p. ; nuova edizione 1845-1848[2]
- Traité du Contrat de Mariage, Paris : chez de Bure, et Orléans : chez la Veuve Rouzeau-Montaut, 1768.
- Œuvres posthumes de M. POthier" : Traité des Fiefs, Censives, Relevoisons & Champarts, 1776.
- (FR) Traité des successions, Orleans, J.J. Massot, 1777.[1]
  - (FR) Traité des successions, vol. 4, Paris, Pierre Théophile Barrois, 1777.
  - (FR) Traité de la Procédure civile, vol. 7, Paris, Pierre Théophile Barrois, 1778.
- (FR) Traités des Propres et des Donations testamentaires, vol. 5, Paris, Pierre Théophile Barrois, 1777.
- (FR) Traités de la Garde-Noble & Bourgeoise, du Préciput Légal des Nobles, des Hypothèques, & des Substitutions, vol. 3, Paris, Pierre Théophile Barrois, 1777.
- Traités sur différentes matières du droit civil, Orléans, 1781.
- (LA) Corpus iuris civilis, vol. 1, Paris, François-Ignace Fournier, 1818.
  - (LA) Corpus iuris civilis, vol. 3, Paris, François-Ignace Fournier, 1819.
- Traité des personnes et des choses, Paris, 1825  [1777], bnf:31140149 .
- Œuvres de Pothier : Annotées et mises en corrélation avec le Code civil et la législation actuelle, vol. 9, Paris, Plon, 1861 e 1862.